# Piaggio P.166
Il Piaggio P.166 è un aereo da trasporto e d'affari costruito dalla italiana Piaggio Aero nel 1957. Destinato inizialmente al mercato civile, ha riscosso molto successo come aereo per la sorveglianza del territorio, per la ricognizione e per il pattugliamento delle coste, aeroambulanza, addestramento e fotogrammetria. In Italia era impiegato sino al 2022 dalla Guardia di Finanza e dalla Guardia Costiera e sino al 2010 dall'Aeronautica Militare Italiana.

## Storia

### Sviluppo
La Piaggio riscosse un discreto successo in Italia, negli Stati Uniti e in Canada con il P.136 "Royal Gull": mentre esso era in piena produzione, venne sviluppato il suo successore, il P.166, che era più grande e robusto, manteneva l'ala a gabbiano, i piani di coda e la motorizzazione, ma al contrario del P.136 era completamente terrestre. Il primo volo venne effettuato da Aldo Gasperi, il 26 novembre 1957, all'aeroporto di Villanova di Albenga ed ottenne la certificazione RAI/FAA il 31 luglio 1958. Il P.136 e il P.166 furono i primi aerei italiani del dopoguerra che ricevettero il "Type Certificate" della FAA.
I progettisti del P.166, gli ingegneri Giovanni Casiraghi e Alberto Faraboschi, lavorarono costantemente per cercare di adattarlo il più possibile al mercato internazionale: venne realizzata così la versione B, dotata di modifiche strutturali e di un nuovo motore, che sostituì la versione originale in produzione.
La Northrop Aircraft utilizzò per 25 anni 3 P.166 per il trasporto del proprio personale, senza problemi di manutenzione e con grande affidabilità. William Piper, fondatore dell'omonima casa produttrice di aerei, venne a conoscenza di questo successo e, valutando in volo il P.166, ne rimase molto soddisfatto: venne proposta quindi una co-produzione del velivolo, ma la Piaggio non era in grado di reggere il ritmo di produzione richiesto (300 strutture) e non venne stipulato nessun accordo.
L'ultima versione realizzata è la DP1, dotata di nuovi motori e di un'avionica completamente rinnovata.

### Impiego operativo

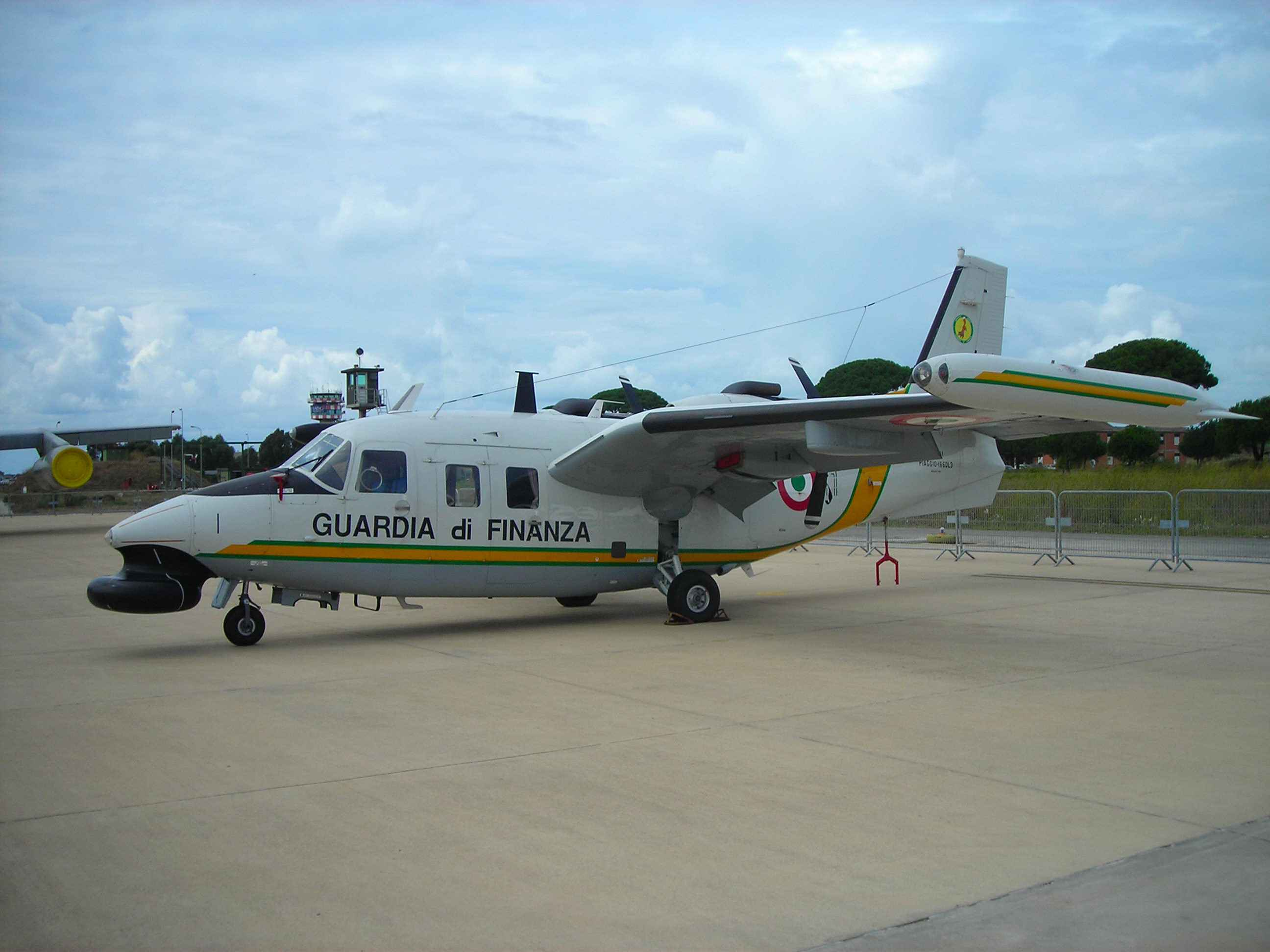
Un Piaggio P.166 DL3 in servizio nella Guardia di Finanza.

Nel 1960 l'Aeronautica Militare Italiana ordinò un primo lotto di 21 P.166M da impiegare nelle squadriglie di collegamento, per il trasporto e per compiti di addestramento presso la Scuola Volo Basico Avanzato Elica di Latina. Il P.166 venne impiegato anche nel supporto logistico del caccia-bombardiere Fiat G.91: era infatti in grado di trasportare un motore Orpheus nel suo vano di carico. Nel 1985 vennero acquistati altri sei esemplari, destinati al 303º Gruppo Volo Autonomo alla chiusura di quest'ultimo sono stati assegnati al 71º Gruppo Volo del 14º Stormo, nella versione DL3 APH che, equipaggiati con quattro-cinque fotocamere di cui una-due verticali e tre prospettiche, vennero impiegati per compiti di aerofotogrammetria. In questo ruolo vennero impiegati con in colori dell'ONU durante la missione di pace in Etiopia-Eritrea. La forza armata italiana ha ritirato dal servizio questi aerei nel 2010.)
La South African Air Force acquistò invece 20 esemplari nella versione S, soprannominandoli Albatross, da destinare alla sorveglianza costiera. Il primo esemplare ordinato volò nell'ottobre del 1968 e fu certificato nel febbraio del 1969; poco venne spedito a Cape Town e assemblato alla Ysterplaat Air Force Base.
L'Alitalia impiegò come aerei da addestramento due P.166DL3, che vennero poi passati (nel 1986) alla Guardia di Finanza.
La Guardia Costiera e la Guardia di Finanza acquistarono rispettivamente 14 e 12 esemplari, destinati al pattugliamento marittimo, ricerca e soccorso, monitoraggio ambientale e lotta al contrabbando (versione operativa con sistemi FLIR, Scanner Infrarosso-ultravioletto, Scanner multispettrale, fotocamere); 2 esemplari a scopo addestrativo vennero acquistati in tempi più recenti dalla Guardia Costiera, ora radiati.
La Guardia di Finanza possedeva 2 esemplari in versione DL3 e 8 in versione aggiornata DP1, dotati di propulsori di più potenti e prestanti (P&WC PT6A-121), nuovo sistema di rifornimento e di alimentazione carburante, avionica tipo EFIS con sistema di navigazione e sistema di missione con Radar, FLIR, data link satellitare. La Guardia Costiera possedeva 4 velivoli P166DL3SEM, di cui due dotati di un innovativo sistema di indagine multispettrale.

## Versioni
- Piaggio P.166: versione base.

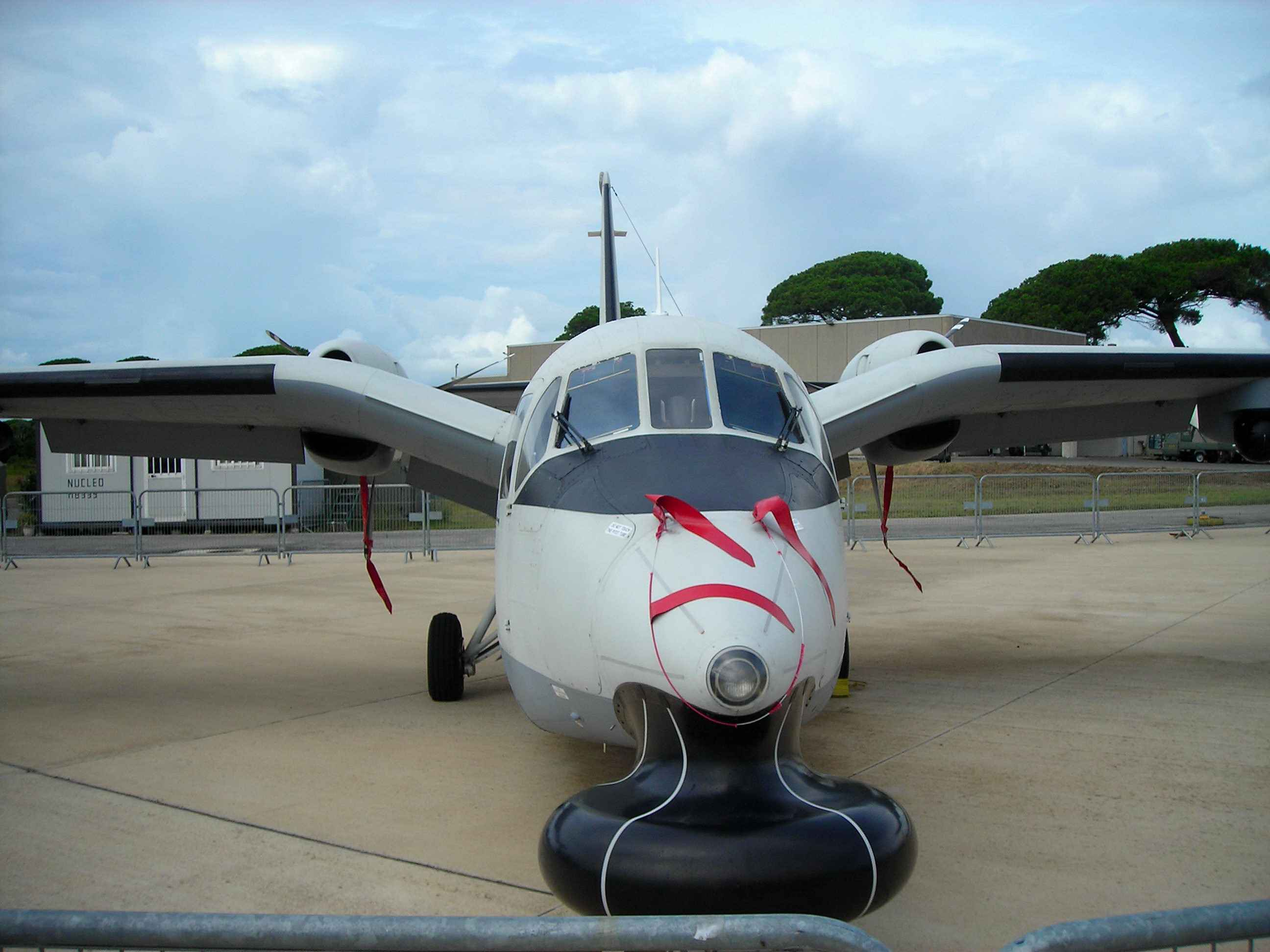
Il radar 360° è contenuto in un apposito radome nel muso

Un P.166DL3 dell'Aeronautica Militare

- Piaggio P.166B: versione dotata di un nuovo motore Lycoming IGSO-540-A1C di 380 sHP e modifiche strutturali; venne aumentato anche il peso massimo al decollo. Volò nel 1962 e venne battezzata Portofino; fu realizzata in 6 esemplari, di cui 5 esportati.
- Piaggio P.166C: versione costruita in 3 esemplari e in grado di trasportare 12 passeggeri.
- Piaggio P.166M: versione destinata all'Aeronautica Militare Italiana e dotata di motori a pistoni.
- Piaggio P.166S: versione ulteriormente migliorata espressamente richiesta dalla South African Air Force.
- Piaggio P.166DL3: versione dotata di motori turboelica AVCO-Lycoming LTP 101-700A1-A da 559 sHP, equipaggiamenti migliorati e predisposizione per l'impiego in diversi ruoli. Volò per la prima volta il 3 luglio 1976. Venne costruita tra il 1975 e il 1991 ed è quella impiegata ancora oggi.
  - Piaggio P.166 DL3 APH: versione usata dall'AMI equipaggiata con strumentazione per il fotorilevamento.
  - Piaggio P.166 DL3 SEM: versione usata dalla Guardia Costiera per Sorveglianza Ecologica Marittima.
  - Piaggio P.166 DL3 SEM-A: versione usata dalla Guardia Costiera per addestrare il personale pilota.
  - Piaggio P.166 DL3 GDF: versione usata dalla Guardia di Finanza con funzioni anticontrabbando.
- Piaggio P.166 DP1: versione più recente, sviluppata tra il 1998 e il 2004, dotata di motori turboelica Pratt & Whitney Canada PT6-A121 da 615 sHP, peso massimo al decollo incrementato, avionica migliorata, comfort interno migliorato e materiali ignifughi.
  - Piaggio P.166 DP1-VMA: versione per la "vigilanza marittima anti-traffici illeciti" operata dalla Guardia di Finanza. Con consolle tattica integrata, postazione di lavoro capace di gestire e visualizzare tutte le immagini dei vari sensori (immagini all'infrarosso diurne e notturne, telecamera a colori, radar meteo e di ricerca su 360°) e scanner per sorveglianza ambientale con consolle dedicata.

## Utilizzatori

### Militari
Italia
- Servizio Aereo della Guardia di Finanza

12 P.166DL-3 acquistati nel 1991, 8 dei quali furono aggiornati, a partire dal 2005, alla versione P.166DP-1, che prevedeva nuova motorizzazione, avionica, e sistemi di bordo. L'ultimo esemplare di P.166 DP1 è stato ritirato dal servizio il 1 marzo 2022.
- Aeronautica Militare

49 P166M/APM ricevuti tra il 1960 e il 1968, più 2 P.166BL-2-APH e 6 versioni per rilievi fotografici.
- Corpo delle capitanerie di porto - Guardia costiera

14 P.166DL-3 consegnati dal 1988, gli ultimi dei quali sono stati ritirati dal servizio a luglio 2017.
 Sudafrica
- Suid-Afrikaanse Lugmag

Una ventina di Piaggio P.166 Albatross utilizzati.